# Cacciatori a cavallo
Chasseur è un termine francese (traducibile come "cacciatori a cavallo") utilizzato per designare alcuni reggimenti di cavalleria leggera negli eserciti francese e belga.

## Origini
I Cacciatori a cavallo nascono in Francia il  15 agosto 1757, quando ebbe tale nome l'antica legione a cavallo, l'origine però risale da dei cavalieri tedeschi capeggiati da Jean-Chrétien Fischer che parteggiarono per la corona francese durante la Guerra di successione austriaca.
Derivano dalla specialità di fanteria dei cacciatori.

## I Cacciatori a cavallo durante il periodo napoleonico
Simili agli Ussari, avevano all'incirca gli stessi compiti e le stesse funzioni, ma farne parte era considerato meno prestigioso ed elitario. La loro uniforme era meno sgargiante, e consisteva di un shakos in uso anche presso la fanteria, mantelli e calzoni verdi e stivali corti. Costituivano comunque la maggioranza della cavalleria leggera con 31 reggimenti nel 1811, 6 dei quali non francesi, formati da belgi, svizzeri, italiani e tedeschi.

## Negli altri Paesi
Negli altri Stati d'Europa vennero ben presto create delle unità molto simili a quelle francesi (ad esempio in Russia), ma quest'ultime passarono da un periodo di splendore a uno di decadenza, tanto che da un massimo di ventisei reggimenti, raggiunto tra il 1784 ed il 1836, si giunge poi ad una forma minima di sei reggimenti.

## Galleria d'immagini

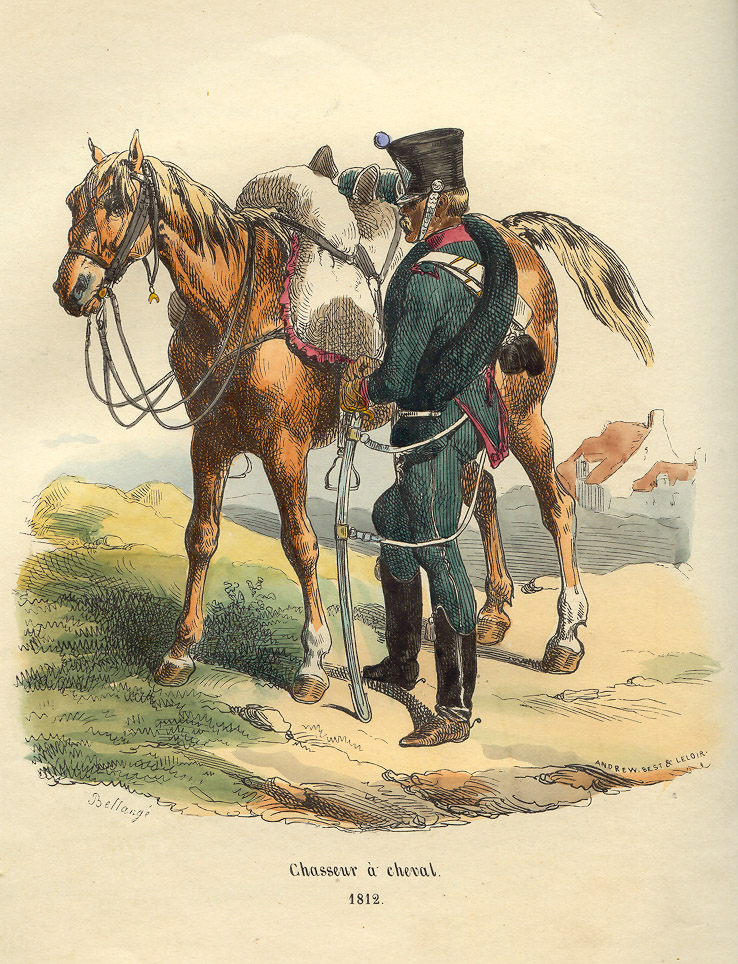
Cacciatore a cavallo durante il periodo napoleonico, di Hippolyte Bellangé.
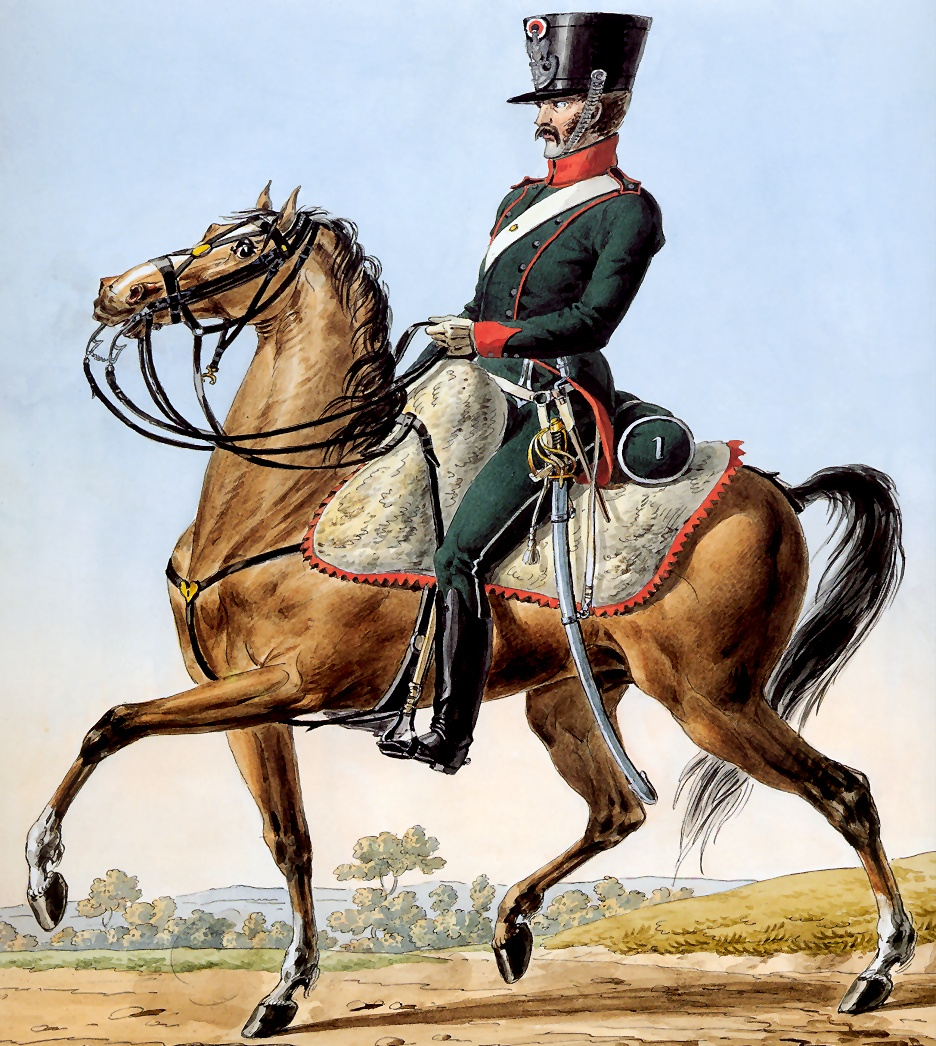
Soldato del Primo Reggimento dei Cacciatori a cavallo della Grande Armata.
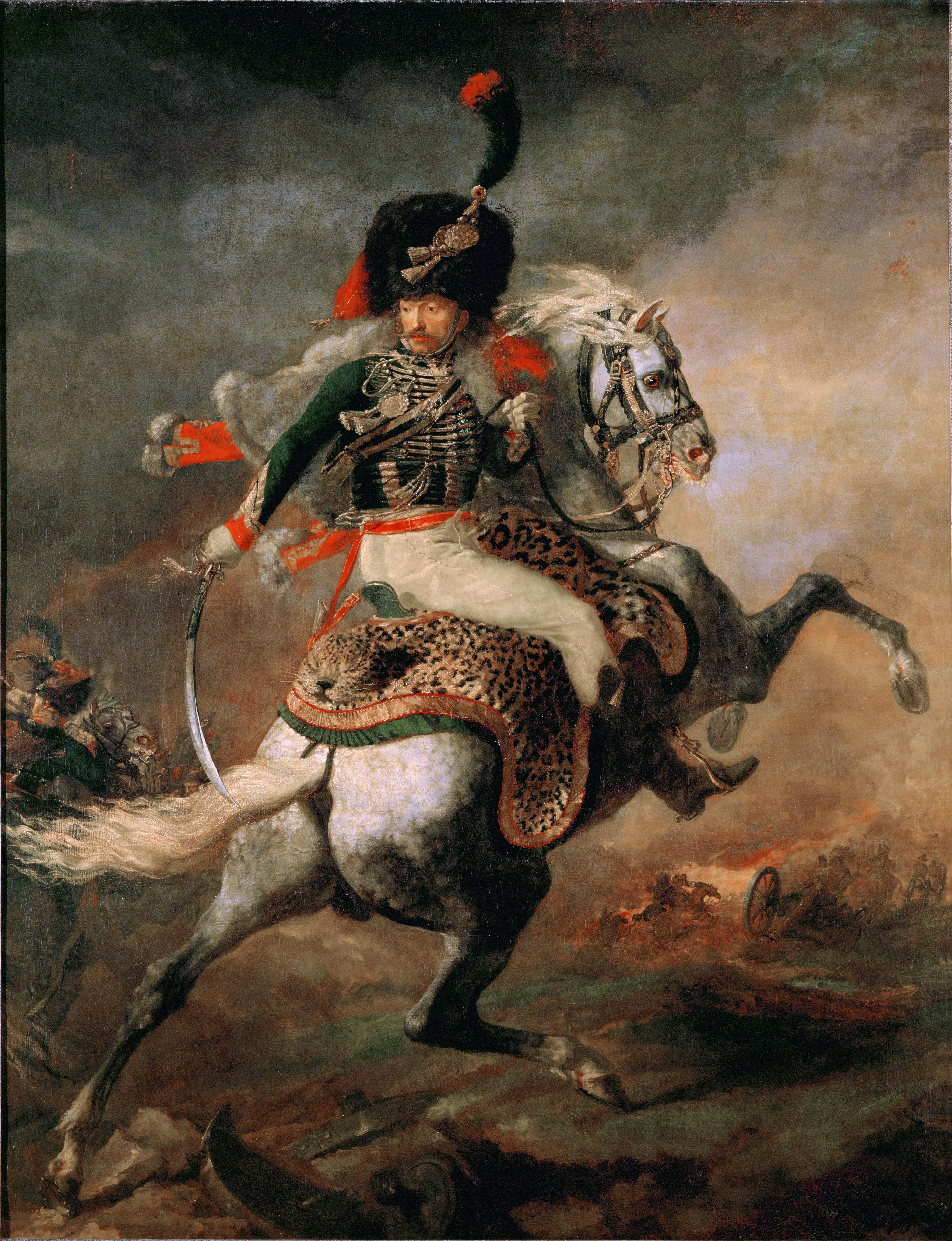
Ufficiale dei Cacciatori a cavallo della Guardia Imperiale.
Cacciatore a cavallo, 1870.